# Emilia Dilke
Emilia Dilke, vor ihrer Ehe auch Francis Pattison, (* 2. September 1840 in Ilfracombe, Devon; † 23. Oktober 1904, Geburtsname: Emily Francis Strong) war eine britische Feministin, Kunsthistorikerin und Gewerkschafterin.

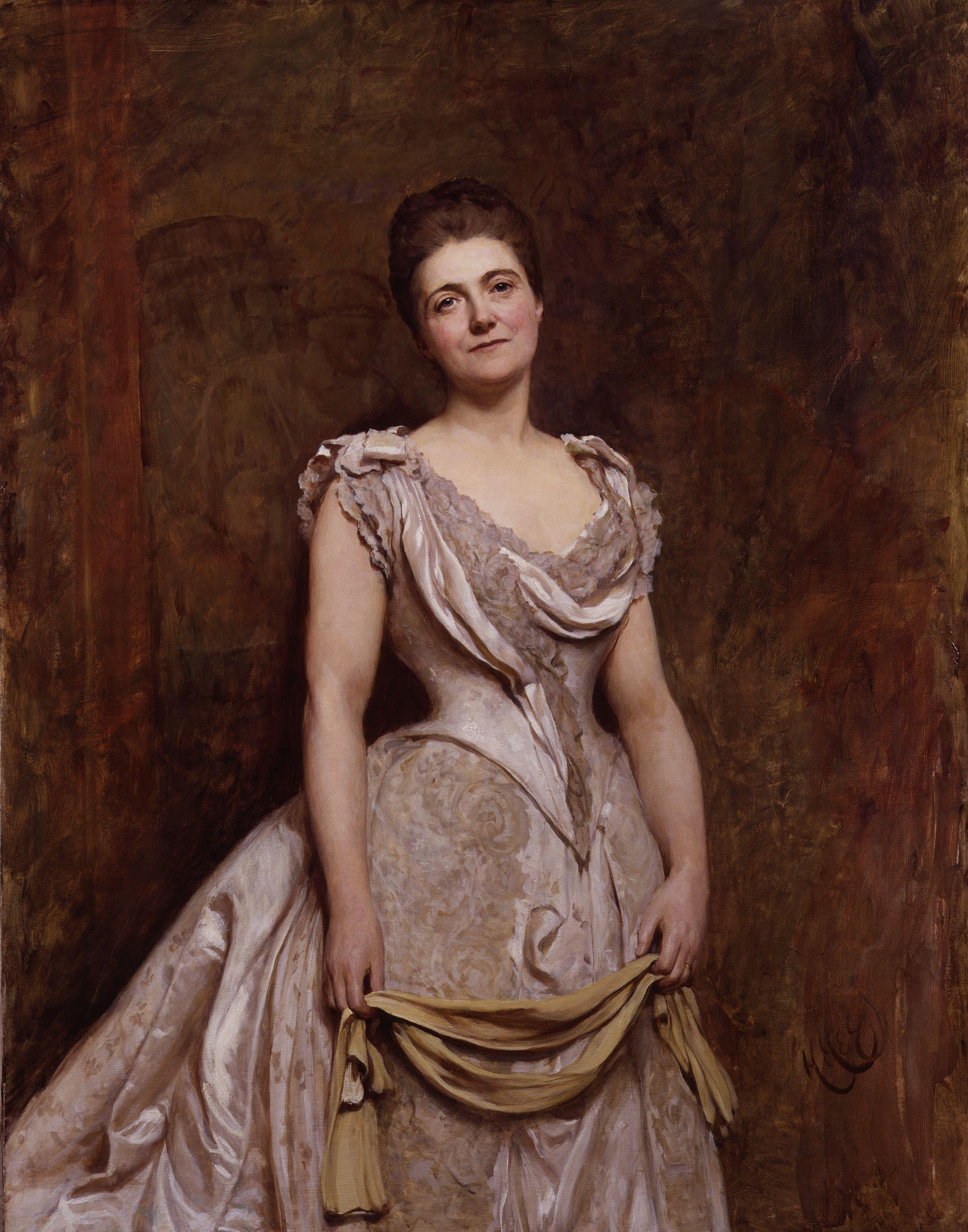
Lady Dilke, Gemälde von Hubert von Herkomer 1887

## Leben
Sie veröffentlichte auch als E. F. S. Pattison oder Mrs. Mark Pattison. Sie verwendete bis zum Alter von 45 Jahren den geschlechts-bivalenten Vornamen Francis, später Emilia.
Sie war die Tochter des Bankmanagers und Amateurmalers Henry Strong, eines Freundes des präraffaelitischen Malers John Everett Millais, und wuchs bei Oxford auf, wurde von einer Gouvernante erzogen und besuchte ab dem Alter von 18 Jahren die South Kensington Art School in London. Dort traf sie ihren späteren Ehemann Charles Dilke, Edward Burne-Jones und George Eliot. 1861 heiratete sie den 27 Jahre älteren Mark Pattison, den Rektor des Lincoln College der Universität Oxford. Er machte sie mit den Werken des positivistischen Philosophen Auguste Comte und Jacob Burckhardt bekannt, was später Einfluss auf ihre im Vergleich zu anderen Kritikern der Zeit wie John Ruskin weniger subjektiv gefärbten Kunstkritiken hatte, und sie lernte in Oxford Walter Pater kennen. Ab den 1870er Jahren setzte sie sich für Frauenrechte und mit William Morris und John Ruskin für Frauenbildung ein. Ab 1875 knüpfte sie wieder Kontakte zu Charles Dilke, ihrem späteren Ehemann, und wurde wahrscheinlich dessen Geliebte. Mit ihrer von Seiten ihres Mannes fast platonisch geführten Ehe war sie unzufrieden und äußerte dies in nur wenig in Form von Artus-Legenden verbrämten Kurzgeschichten. Sie warf sich auf das Studium der Kunstgeschichte, erlitt aber einen Zusammenbruch und war eine Zeit Morphin-abhängig. Nach dem Tod ihres Mannes 1884 heiratete sie 1885 Charles Dilke und war dann als Lady Dilke bekannt. Beide Ehen waren zu ihrer Zeit Gesprächsgegenstand, besonders nach dem Skandalprozess um ihren zweiten Mann Charles Dilke 1886, der dessen hoffnungsvolle politische Karriere in der Liberal Party beendete.
Sie war mit Anna Jameson eine der ersten weiblichen Kunstkritikerinnen und Kunsthistorikerinnen in Großbritannien und schrieb ab 1864 für den Saturday Review und war ab 1870 Kunstkritikerin für die Zeitschrift The Academy, ab 1873 als Herausgeberin für Kunst. Sie schrieb auch für zahlreiche weitere englische und französische Zeitschriften (wie The Portfolio). Sie berichtete über die Pariser Salons und war insbesondere von Gustave Courbet und Édouard Manet angetan. In Frankreich befreundete sie sich mit dem Bibliothekar der École des Beaux-Arts Eugène Müntz, nachdem sie ihn wegen eines geplanten, aber nicht realisierten Buchs über den französischen Graveur Étienne Delaune (1518–1595) kontaktierte. Neben Werken zur Kunstgeschichte veröffentlichte sie Kurzgeschichten.
Ihr Spezialgebiet war später französische Kunst und Kunsthandwerk des 18. Jahrhunderts, worüber sie ab 1899 eine Buchreihe veröffentlichte. Als Kunsthistorikerin bemühte sie sich neben der Malerei und Graphik auch Skulptur und Kunsthandwerk gleichwertig zu behandeln. 1897 wurde sie eingeladen, das Vorwort zum Katalog der Wallace Collection zu schreiben. 1904 war sie an der Organisation einer großen Ausstellung französischer Kunst in London beteiligt. Außerdem schrieb sie (in Französisch) eine Biographie von Claude Lorrain, wozu sie neue Dokumente fand, und über Patronage der Malerei im Frankreich des 17. Jahrhunderts (Art in the Modern State).
Sie schrieb auch über französische Politik und Frauenrechte und war 1874 Präsidentin der Gewerkschaft Woman´s Trade Union League (WTUL). Dabei arbeitete sie eng mit ihrer Nichte Gertrude Tuckwell (1861–1951) zusammen, der Tochter von William Tuckwell.
Ihre umfangreiche Kunstbibliothek ging an das South Kensington Museum (British Museum), ihre persönlichen Aufzeichnungen gingen an die Pariser École des Beaux-Arts.

## Schriften
Unter dem Namen Pattison:
- The Renaissance of Art in France, 2 Bände, London, C. Kegan Paul 1879.
- "Sir Frederic Leighton, P.R.A."  In Illustrated Biographies of Modern Artists, Herausgeber Francois G. Dumas, Paris, 1882
- Claude Lorrain, sa vie and ses oeuvres, Paris: J. Rouam, 1884

Unter dem Namen Dilke:
- Art in the Modern State, London, 1888
- French Painters of the Eighteenth Century, London: G. Bell, 1899
- French Architects and Sculptors of the Eighteenth Century, London: G. Bell, 1900
- French Engravers and Draftsmen of the XVIIIth Century, London: G. Bell, 1902
- French Furniture and Decoration in the Eighteenth Century, London: G. Bell 1901
- The Shrine of Death and Other Stories, London, 1886
- The Shrine of Love and Other Stories, London, 1891
- The Book of the Spiritual Life, with a memoir of the author, 1905 (Kurzgeschichten, Essays, mit einer Biographie von ihrem Mann Charles Dilke)